# Minns du Hollywood?
Minns du Hollywood? är en sång av Tomas Ledin från 1977. Den finns med på hans femte studioalbum Tomas Ledin (1977), men utgavs också som första och enda singel från nämnda album.
Låten framfördes av Ledin i Melodifestivalen 1977 där den slutade på en femteplats med 63 poäng. Låten dirigerades av Leif Carlquist. Ledin hade även ytterligare två skrivna bidrag med i tävlingen, som dock inte framfördes av honom själv: "Charlie Chaplin", framförd av Eva Rydberg, och "Du och jag och sommaren", framförd av Mats Rådberg.
Låten låg en vecka (plats tio) på Svensktoppen mellan den 24 april och 1 maj 1977. Den låg även sju veckor på den svenska singellistan med en tredjeplats som bästa placering.
"Minns du Hollywood?", liksom singelns B-sida "Ta' mej", producerades av Carlqvist och spelades in i februari 1977 i KMH-studio i Solna.

## Låtlista
1. "Minns du Hollywood?" – 3:28
2. "Ta' mej" – 3:05

## Listplaceringar
| Lista (1977) | Topplacering |
| ------------ | ------------ |
| Sverige      | 3            |

### Fotnoter
1. 1 2  ”Tomas Ledin”. Discogs.com. http://www.discogs.com/Tomas-Ledin-Tomas-Ledin/release/1785823. Läst 14 januari 2013.
2. ↑  ”Tomas Ledin”. Svensk mediedatabas. http://smdb.kb.se/catalog/search?q=Tomas+Ledin+year%3A1970-1979&sort=OLDEST. Läst 14 januari 2013.
3. ↑  ”Melodifestivalen 1977”. Sveriges Television. https://www.svt.se/melodifestivalen/melodifestivalen-1977?. Läst 14 januari 2013.
4. ↑  ”Svensktoppen 1977”. Sveriges Radio. http://sverigesradio.se/diverse/appdata/isidor/files/2023/3475.txt. Läst 14 januari 2013.
5. 1 2  Placeringar på den svenska singellistan